# Iris (film)
Iris – brytyjsko-amerykański dramat biograficzny z 2001 roku w reżyserii Richarda Eyre’a, zrealizowany na podstawie wspomnień Johna Bayleya Elegy for Iris. Zdjęcia kręcono w Oksfordzie oraz w Southwold w hrabstwie Suffolk.

## Fabuła
Lata 50. XX wieku, pisarka i filozof Iris Murdoch zakochuje się i wkrótce wychodzi za mąż za Johna Bayleya. Po czterdziestu latach idealnego związku lekarze diagnozują u Iris chorobę Alzheimera. John opisał ostatnie lata ich wspólnego życia (początkowo jako artykuły do The Times, następnie w książce).

## Obsada
- Judi Dench – Iris Murdoch
- Jim Broadbent – John Bayley
- Kate Winslet – młoda Iris Murdoch
- Hugh Bonneville – młody John Bayley
- Penelope Wilton – Janet Stone
- Eleanor Bron – Dyrektorka

## Nagrody i nominacje
Amerykańska Akademia Sztuki i Wiedzy Filmowej – Oscar
- Najlepszy aktor drugoplanowy - Jim Broadbent
- nominacja: Najlepsza aktorka pierwszoplanowa - Judi Dench
- nominacja: Najlepsza aktorka drugoplanowa - Kate Winslet

Hollywoodzkie Stowarzyszenie Prasy Zagranicznej – Złoty Glob
- Najlepszy aktor drugoplanowy - Jim Broadbent
- nominacja: Najlepsza aktorka w dramacie - Judi Dench
- nominacja: Najlepsza aktorka drugoplanowa - Kate Winslet

Brytyjska Akademia Sztuk Filmowych i Telewizyjnych – BAFTA
- Najlepsza aktorka pierwszoplanowa - Judi Dench
- nominacja: Nagroda im. Alexandra Kordy dla najwybitniejszego brytyjskiego filmu roku
- nominacja: Najlepsza aktorka drugoplanowa - Kate Winslet
- nominacja: Najlepszy aktor drugoplanowy - Hugh Bonneville
- nominacja: Najlepszy aktor pierwszoplanowy - Jim Broadbent
- nominacja: Najlepszy scenariusz adaptowany - Charles Wood, Richard Eyre

52. MFF w Berlinie
- Nagroda Piper: Najlepszy młody aktor - Hugh Bonneville
- nominacja do Złotego Niedźwiedzia - udział w konkursie głównym

Amerykańska Gildia Aktorów Filmowych – Aktor
- nominacja: Najlepsza aktorka w roli głównej - Judi Dench
- nominacja: Najlepszy aktor w roli drugoplanowej - Jim Broadbent

Międzynarodowa Akademia Prasy – Złota Satelita
- nominacja: Najlepsza aktorka w dramacie - Judi Dench
- nominacja: Najlepsza aktorka drugoplanowa w dramacie - Kate Winslet
- nominacja: Najlepszy aktor drugoplanowy w dramacie - Jim Broadbent

Europejska Akademia Filmowa - Europejska Nagroda Filmowa
- Nagroda publiczności - najlepsza europejska aktorka - Kate Winslet
- nominacja: Nagroda publiczności - najlepsza europejska aktorka - Judi Dench
- nominacja: Nagroda publiczności - najlepszy europejski aktor - Hugh Bonneville
- nominacja: Nagroda publiczności - najlepszy europejski aktor - Jim Broadbent

Stowarzyszenie Krytyków Filmowych z Los Angeles
- Najlepszy aktor drugoplanowy - Jim Broadbent
- Najlepsza aktorka drugoplanowa - Kate Winslet